# 鹿島村 (茨城県)
鹿島村（かしまむら）は、1889年（明治22年）4月1日から1938年（昭和13年）4月17日まで存在した茨城県筑波郡の村。現在の茨城県つくばみらい市中部に当たる地域。

## 地理
茨城県筑波郡南部にあった村。小貝川の東岸に立地し、地域内は谷原領3万石として開発された田園地帯の中央部に当たる。
現在の地名では加藤、上小目、下小目、成瀬、宮戸、西丸山、東楢戸、西楢戸、古川に相当する。

### 地域
大字加藤、大字上小目、大字下小目、大字成瀬、大字宮戸、大字西丸山、大字東楢戸、大字西楢戸、大字古川

## 歴史
- 1871年（明治4年）11月15日 - 廃藩置県により、筑波郡が新治県所属となる。
- 1875年（明治8年）5月7日 - 府県統合により、茨城県となる。
- 1889年（明治22年）4月1日 - 筑波郡加藤村、上小目村、下小目村、成瀬村、宮戸村、西丸山村、東楢戸村、西楢戸村、古川村が合併し、筑波郡鹿島村となる。また、村役場を大字古川に設置。（後に加藤に移転）
- 1938年（昭和13年）4月17日 - 長崎村と合併し谷原村となる。

## 施設
- 鹿島村立鹿島尋常高等小学校
- 鹿島神社